# Orella de Judes
L'orella de Judes, bolet de saüquer o orella de rata (Auricularia auricula-judae) és una espècie de fong auricularials de la família  de les auriculariàcies (Auriculariaceae).
És un fong gelatinós comestible però poc apreciat. Viu sobre branques i troncs morts o debilitats, especialment de sureres i saücs. Té aquest nom perquè Judes es va penjar d'un saüquer i aquest bolet apareix sovint sobre l'escorça d'aquest arbust.

## Morfologia
Neix en forma de petxina d'un color bru fosc, amb la cara externa un xic més pàl·lida que no pas la interna i, a mesura que va creixent, agafa la forma d'una orella amb el marge rebregat.
De consistència gelatinosa (si es pren a la mà i se'l sacseja, tremola), s'asseca en temps eixut i recobra l'elasticitat en temps humit.
Per la part del damunt és més pàl·lid que per la de sota, que està recorreguda per una mena de plecs o rebrecs, molt irregulars.

## Hàbitat
Creix habitualment en grups, damunt branques mortes de saüquers, alzines sureres, plàtans i altres arbres de fulla plana.
Apareix comunament a la tardor en indrets humits, després de les pluges, però ocasionalment pot trobar-se a la primavera.

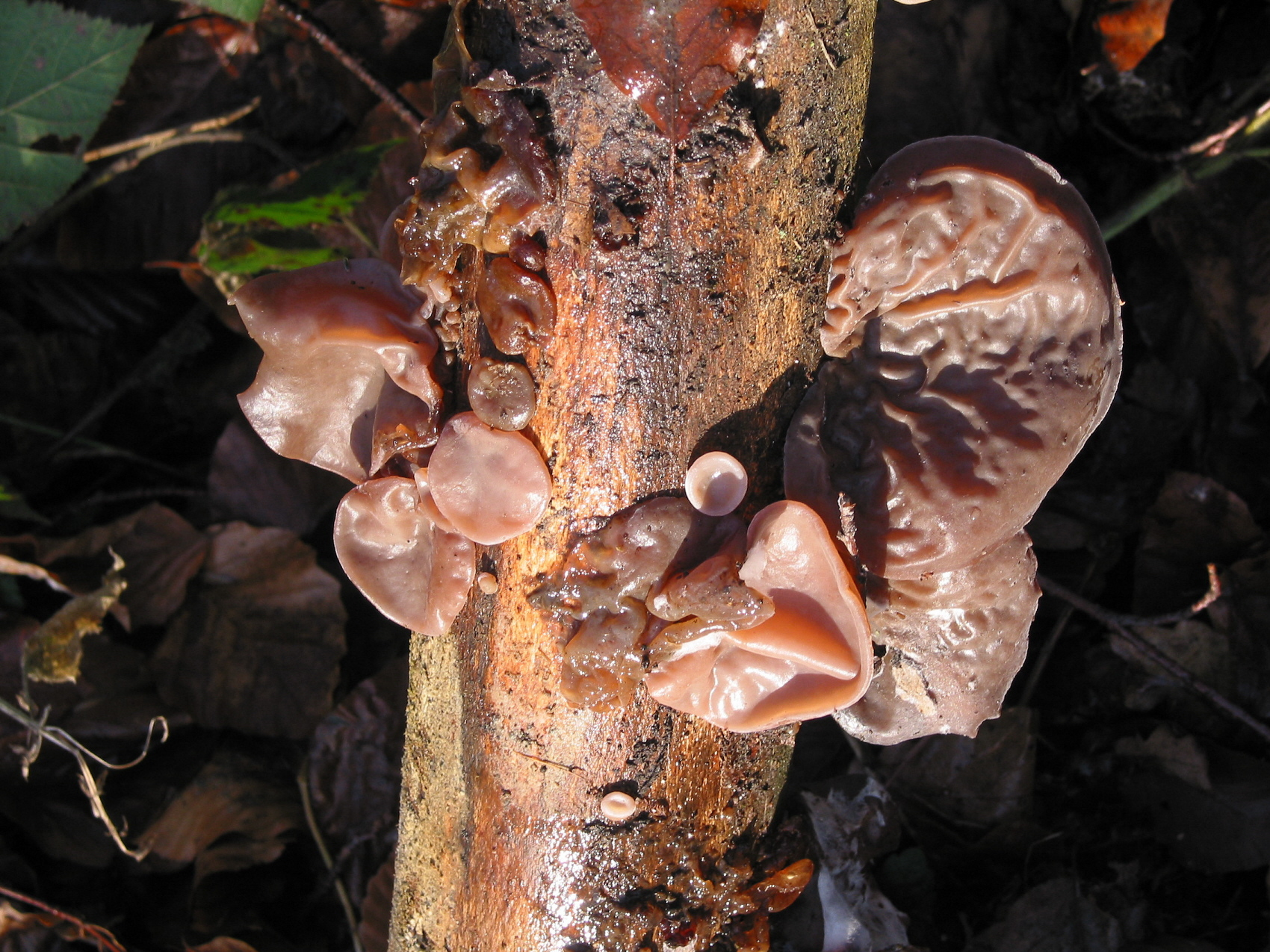
Exemplars d'orella de Judes.

## Usos

### Gastronomia
És comestible i molt apreciat a la cuina oriental (és el "bolet negre" dels restaurants xinesos, i a la Xina, fins i tot, el cultiven sobre troncs morts), però amb poca tradició gastronòmica als Països Catalans.
Se sol menjar cru, per bé que no té cap gust apreciable, però fa bonic i anima les amanides. També se'n fan sopes.
Pot guardar-se sec i si se'l posa en remull abans d'emprar-lo recupera la seua consistència gelatinosa.